# Thronion
Thronion (ógörög Θρόνιον) vagy római kori nevén Thronium az ókori Illíria déli peremterületén elhelyezkedő település volt. Korabeli forrásokban szórványosan említik mint az illír amantok székhelyét. A feltételezések szerint a mai Vlora (a korabeli Aulón) közelében magasodó kaninai várral azonosítható.

## Története
Pauszaniasz krónikája alapján ismert, hogy a görögök alapította gyarmatváros, Apollónia i. e. 460 körül háborúban állt az amantokkal, akik székhelyeként Throniont nevezte meg. Az amantok felett aratott diadalnak egy olümpiai szentély felirata is emléket állított. A győzelem révén jutottak hozzá az apollóniaiak a környék bitumenbányáihoz és a Nümphaion néven ismert kultuszhelyhez. Ebből kiindulva az illírek egyik városiasodó településeként tartják számon a forrásokban fel-felbukkanó Throniont. Pontos elhelyezkedéséről azonban sokáig csak találgatott a régészettudomány, görögök alapította partvidéki gyarmatvárosnak feltételezték a Vlorai-öböl környékén. A kaninai vár területén folyó 21. századi ásatások során egy hellenisztikus erődítés alapjaira bukkantak, amelyeket az ókor kései századaiban megerősítettek. Az eredmények ismeretében a régészek valószínűnek tartják, hogy Thronion nyomaira bukkantak, amely ezek szerint Aulón közelében, a mai Kanina magaslatain épült középkori vár helyén feküdt.